# Любек, Луи
Луи Теодор Любек (нем. Louis Theodor Lübeck; 14 февраля 1838, Гаага — 8 марта 1904, Берлин) — немецкий виолончелист. Сын Иоганна Генриха Любека, брат Эрнста Любека.
Получил первоначальное музыкальное образование у своего отца, однако лишь в возрасте 17 лет окончательно выбрал музыкальную карьеру и, в частности, виолончель как инструмент. Некоторое время занимался в Гаагской консерватории, затем в 1857—1859 гг. учился в Париже у Леона Жаккара. В 1861 г. дебютировал с сольным вечером в Париже, затем совершил несколько успешных гастрольных поездок по Франции и Германии, на некоторое время обосновался в Кольмаре, затем в Гебвиллере. Выступал в концертах вместе с Кларой Шуман и Юлиусом Штокхаузеном.
В 1863—1868 гг. первая виолончель Оркестра Гевандхауса, одновременно преподавал в Лейпцигской консерватории. В 1868—1872 гг. во Франкфурте-на-Майне, помимо прочего выступал как ансамблист в струнном квартете Гуго Хеермана. В 1872—1873 гг. в придворном оркестре в Карлсруэ, затем отправился в США, где выступил в Нью-Йорке с сольным концертом и некоторое время играл в оркестре Теодора Томаса. По возвращении в Европу играл в Оркестре Зондерсхаузена. С 1881 г. и до конца жизни в Берлине, солист Королевской капеллы и Берлинской королевской оперы.